# Albert Bauer (Schriftsteller)

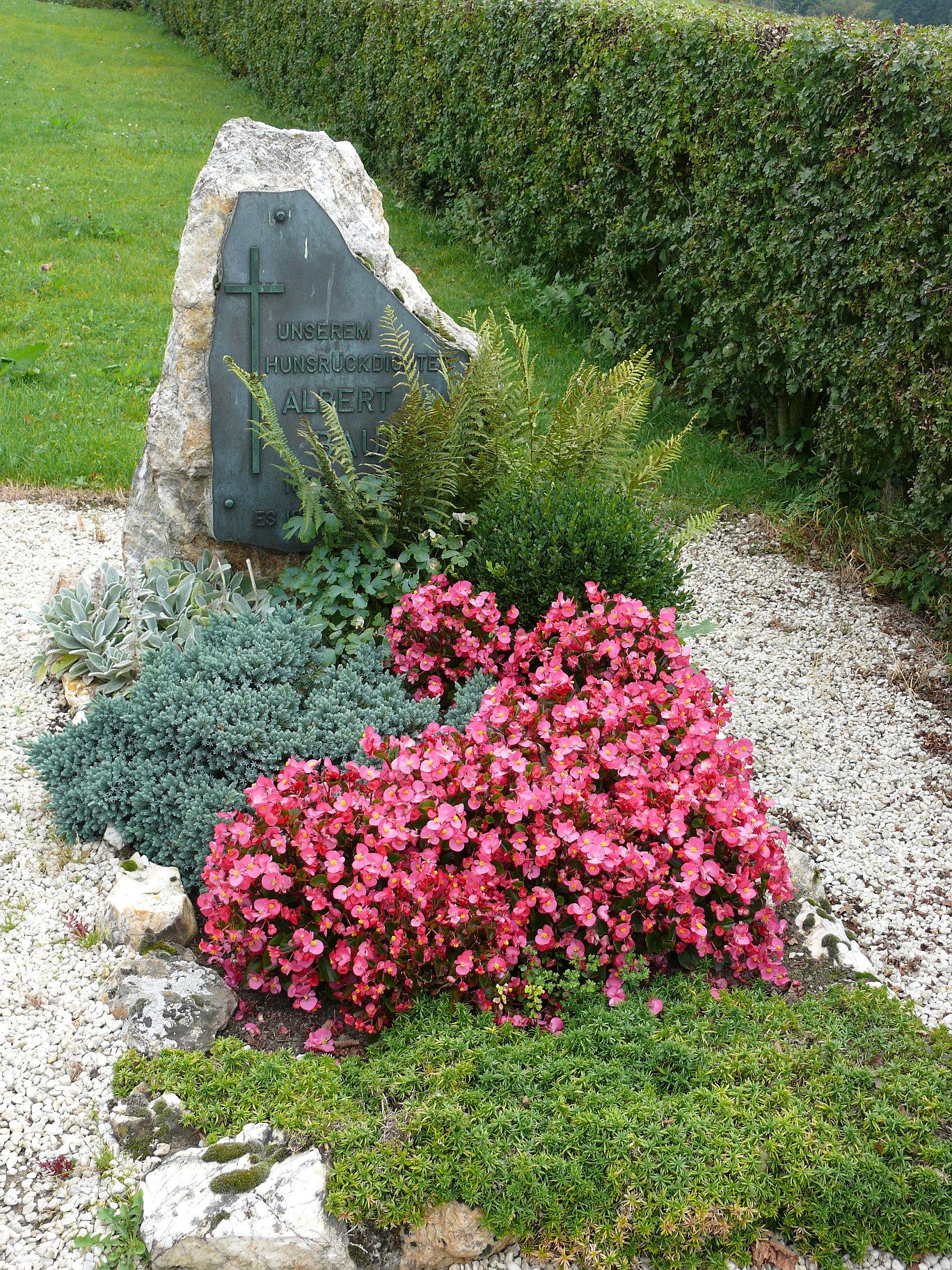
Grab von Albert Bauer auf dem Friedhof Raversbeuren

Albert Bauer (* 2. Oktober 1890 in Raversbeuren; † 21. August 1960 in Mainz) war ein deutscher Landwirt und Schriftsteller.

## Leben
Albert Bauer besuchte die Dorfschule. Sein Wunsch nach höherer Bildung blieb ihm versagt; er musste den väterlichen Bauernhof in seinem Heimatdorf Raversbeuren im Hunsrück übernehmen und bewirtschaften.
Daneben verfasste Albert Bauer Romane, Erzählungen, Gedichte und Theaterstücke. Er wurde unter anderem 1937 mit dem Immermann-Preis der Stadt Düsseldorf sowie mit dem Kurt-Faber-Preis der Westmark-Stiftung ausgezeichnet, lehnte jedoch die NSDAP-Mitgliedschaft und öffentliche Ämter ab, bis er notgedrungen von 1941 bis 1945 Bürgermeister seines Heimatortes wurde.
Unter Mitwirkung von Elly Kramb verfasste er 1951/1952 die Raversbeurener Passion, die von Kantor Hans Hermann Kurig vertont und deren Uraufführung in der Raversbeurener Kirche vom Rundfunk übertragen wurde. 
Einige Titelblätter von Albert Bauers Romanen wurden mit Holzschnitten des Malers Friedrich Karl Ströher illustriert.

## Werke
- Judas Iskariot, ein Schauspiel, die 1926 bereits geplante Aufführung am Koblenzer Theater kam nicht zustande.
- Hunsrückbauern. Koblenz 1930 (Neuauflage als Das Feld unserer Ehre). Leipzig 1933.
- Folkert der Schöffe. Leipzig 1935 (Neuauflage als Der verlorene Grund. Königswinter u. a. 1992).
- Geist und Pflug. Aus dem Nachlass. Kastellaun 1977.
- Hagen von Troneck. Aus dem Nachlass. Briedel 1995.
- Das Faulhaus. Auch die Welt ist nur ein Dorf. Unveröffentlichtes Manuskript